# Nina Frisk
Nina Frisk är en svensk film från 2007 i skriven och regisserade av Maria Blom. I titelrollen ses Sofia Helin.

## Handling
Nina Frisk arbetar som flygvärdinna och hon älskar sitt jobb och arbetar mycket. Hon har en dysfunktionell familj som hon försöker undvika. Hennes mamma Jill bor tillsammans med en alkoholiserad man. Brodern Linus har problem med sin hustru. Nina Frisk träffar en ensamstående pappa och drömmer om en egen familj.  

## Rollista
- Sofia Helin - Nina Frisk
- Daniel Götschenhjelm - Marcus
- Vilde Helmerson - William
- Sven Ahlström - Linus
- Gunilla Nyroos - Jill
- Urban Eldh - Krister
- Mia Poppe - Marika
- Emilio Riccardi - Mårten
- Emma Vävare - Sigrid
- Johan Ehn - Gunnar
- Lukas Loughran - Jens
- Gunnel Fred - Marie-Louise
- Mats Rudal - piloten
- Anja Landgré - Marikas mamma
- Mikael Alsberg - Marikas pappa
- Inga Landgré - Marikas mormor
- Karin Örnmarker - tut-tant
- Jannike Grut - pilotens fru
- Daniel Sjöberg - fotbollskille
- Susanne Claesson - Ninas kollega
- Tekla Granlund - Ninas kollega
- Cecilia Gustafsson - Ninas kollega
- Fredrik Rosman - Ninas kollega
- Arja Saijonmaa - Arja Saijonmaa